# کارولینا پاسکوال
کارولینا پاسکوال (به انگلیسی: Carolina Pascual) ژیمناست زادهٔ ۱۷ ژوئن ۱۹۷۶ میلادی اهل کشور اسپانیا است.